# Unterseeboot 35 (1914)
Pour les articles homonymes, voir Unterseeboot 35.

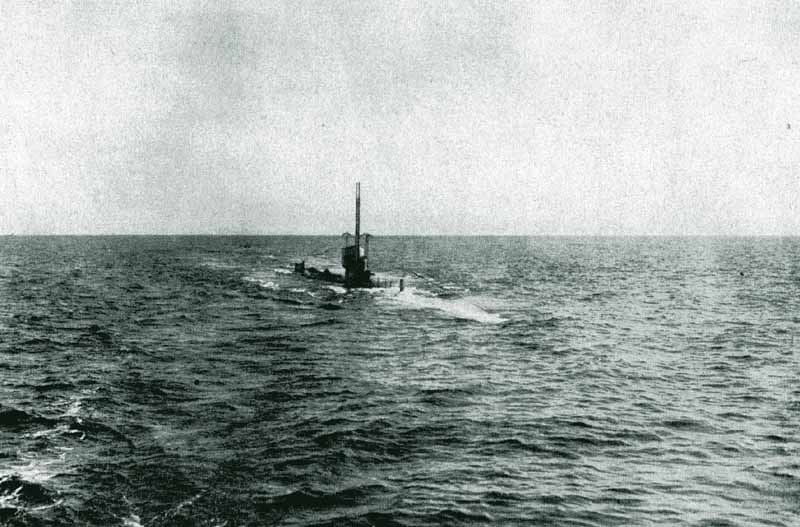
Le sous-marin U-35 patrouillant en mer Méditerranée en 1915.

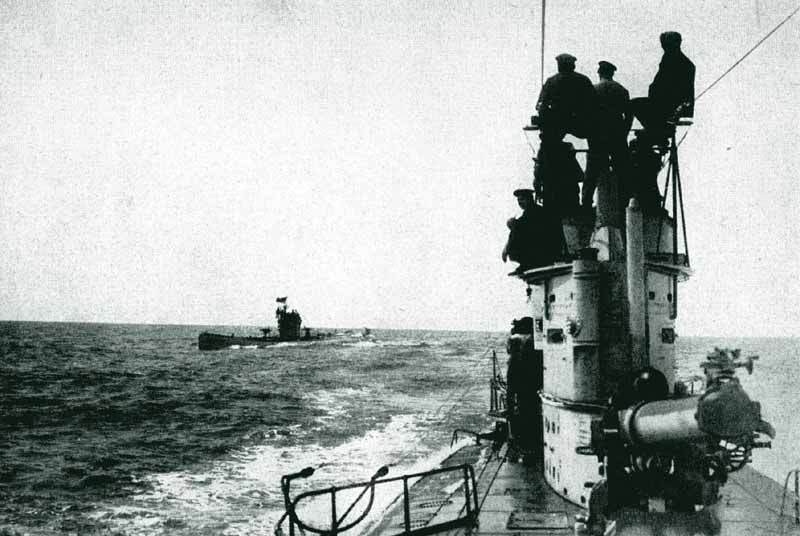
Rencontre entre les sous-marins U-35 et U-52 en mer Méditerranée en 1916.

Le Unterseeboot 35 (U-35) est un sous-marin allemand de classe U 31 qui opéra en Méditerranée pendant la Première Guerre mondiale. Il s’est avéré être le sous-marin le plus titré participant à la Première Guerre mondiale, coulant 224 navires pour un total de 539 741 tonnes métriques.
Son capitaine ayant servi le plus longtemps fut Lothar von Arnauld de la Perière. Sous son commandement, le U-35 coula 195 navires, faisant de lui le commandant de sous-marin le plus titré de l'histoire.
Il ne faut pas le confondre avec un autre U-35 qui fut construit en 1936 et souvent appelé le « bateau malchanceux » (voir Unterseeboot 35 (1936)).
Son équipage se composait de 35 marins.

## Description
Le U-35 fut commandé en 1912 aux chantiers Friedrich Krupp Germaniawerft à Kiel. Il fut lancé le 18 avril 1914.
Il fut l'un des premiers à être équipé par deux moteurs Diesel, en remplacement des moteurs à huile lourde qui équipaient précédemment les sous-marins, lui permettant la navigation en surface. Ainsi, il peut parcourir un peu plus de 8 500 nautiques à 16 nœuds. En plongée, deux moteurs électriques lui permettent d'atteindre cinq nœuds sur une distance de 150 kilomètres.
Mesurant 64 mètres de long, il est équipé de 4 tubes lance-torpilles ; deux à l'avant et deux à l'arrière. Il peut transporter 6 torpilles. Il possède un canon de 105 millimètres sur son pont.
Quatre commandants gouvernèrent à sa destinée :
- Du 3 novembre 1914 au 12 novembre 1915, Waldemar Kophamel.
- Du 13 novembre 1915 au 16 mars 1918, Lothaire von Arnauld de la Perière.
- Du 17 mars 1918 au 13 août 1918, Ernst von Voigt.
- Du 14 octobre 1918 au 11 novembre 1918 Heino von Heimburg

Jusqu'au 1er août 1915, il fit partie de la flotte allemande en mer du Nord. Le 23 août, en provenance d'Heligoland, il arriva au port de Cattaro en Méditerranée. En tout, le U-35 effectua 17 patrouilles durant lesquelles il coula 224 bateaux, ce qui est un record absolu qui ne fut jamais atteint depuis.
Courant novembre 1915, le U-35 aurait transporté deux chameaux, des cadeaux de la tribu Senussi pour le Kaiser, si on en croit Edwyn Gray dans The U-boat War, 1914-18.
Le 21 juin 1916, von Arnault entra dans le port de Carthagène pour remettre une lettre du Kaiser, Guillaume II au roi Alphonse XIII d'Espagne.
L'Allemagne entame des négociations avec les puissances de l'Entente en vue de la paix. Ces tentatives n'ayant eu aucun succès, le Kaiser ordonne, le 9 janvier 1917, la guerre sous-marine sans restriction contre l'avis du chancelier Bethmann-Hollweg. En conséquence, à dater du 1er février, les sous-marins allemands torpilleront tout navire.
Après les armistices conclus avec l'Empire ottoman le 30 octobre 1918 et l'Empire austro-hongrois le 3 novembre, les sous-marins de Méditerranée reçurent l'ordre de regagner l'Allemagne par le détroit de Gibraltar. Ceux qui ne pouvaient pas reprendre la mer devaient se saborder. Le U-35 fut capturé le 26 novembre 1918 à Ferrol (Espagne). Puis, il est rendu à la France. Enfin, la France le donne au Royaume-Uni qui le détruit en 1919 à Blyth.

## Liste de bateaux attaqués par le U-35

### CommandantWaldemar Kophamel
- 19 septembre 1915, le transport de troupes britannique Ramazan (3 477 t) est coulé à l'ouest de la Crète, 306 disparus.
- 5 octobre 1915, le HMS Tara, anciennement le SS Hibernia reconverti en patrouilleur, à la sortie du port égyptien de Sollum. En une dizaine de minutes, il coula. Il y eut 93 survivants répartis sur 3 canots de survie.
- 6 octobre 1915, le garde cote égyptien Abbas est coulé et le Nur El Bahr est endommagé par le canon du U-15.
- 23 octobre 1915, le transport de troupe Marquette fut coulé sur la route entre l'Égypte et le golfe de Salonique. Sont morts 10 infirmières Néo-zélandaises, 18 soldats du New Zealand Medical Corps, 110 soldats britanniques et 29 hommes d'équipage.
- 6 novembre 1915, le pétrolier britannique Lumina (5 950 t) est coulé à 120 milles au sud-est de la Crète; durant le même incident, le navire marchand britannique Clan Macalister (4 835 t) est capturé.

### CommandantLothar von Arnauld de la Perière
- 18 janvier 1916, le Marere est coulé à 236 milles à l'est de Malte.
- 9 février 1916, le vaisseau marchand SS Springwell (5 593 t) est torpillé au sud-ouest de l'ile Gavdos (Crète). Le Q-ship Werribee attaque le U-35 sans succès.
- 23 février 1916, le U-35 envoie une torpille au liner britannique Olympic (46,359 t) en Méditerranée sans succès.
- 26 février 1916, alors qu’il transportait 1 800 hommes de troupe, La Provence II est torpillée au large du cap Matapan, en Méditerranée. Le croiseur auxiliaire sombre rapidement, emportant près de 1 000 victimes.
- 29 février 1916, il fallut quatre torpilles au U-35 pour envoyer par le fond l'aviso britannique  HMS Primula dans l'est de la Méditerranée.
- 23 mars 1916, le navire de transport britannique de 13 540 tonnes Minneapolis, qui mit deux jours à sombrer au nord-est de Malte après avoir été torpillé. Il y eut 12 morts sur les 189 personnes à bord.
- Patrouille du 25 juillet au 20 août 1916 : le U-35 coule 54 navires.
- 26 septembre 1916, le Dunrobin (3 617 t), bâtiment marchand britannique échappé à l'attaque du U-35 entre le Cap San Sebastian et Majorque.
- 28 septembre 1916, le vaisseau marchand Newby de 2 168 tonnes est coulé au large de Barcelone.
- 2 octobre 1916, le Rigel (un aviso français de la classe Flower (britannique)) est torpillé et coulé au large d'Alger.
- 4 octobre 1916, le Gallia, un transport de troupe est coulé par une torpille entre la Sardaigne et la Tunisie. Avec 1 338 morts (la plupart, soldats français réservistes), il reste un des plus grands désastres maritime de la Première Guerre mondiale. À titre de comparaison, le naufrage du Titanic avait engendré, en 1912, environ 1 500 morts. Il est à remarquer qu'aucun film émotionnel n'a jamais été réalisé sur le naufrage du Gallia français.
- 6 janvier 1917, le transport britannique Hudworth (3 966 t) est torpillé entre Malte et Cerigo.
- 12 février 1917, le schooner Lyman M. Law de 1 300 tonnes fut capturé et coulé à 25 milles de Cagliari (Sardaigne)
- 31 mars 1917, le U-35 lance une torpille vers le sous-marin français Circé (en) et le manque.
- 4 avril 1917, le schooner  Marguerite de 1 553 tonnes fut coulé à 35 milles au sud-ouest de la Sardaigne.
- 10 juin 1917, le pétrolier Petrolite de 3 710 tonnes, fut torpillé et coulé à 185 milles au sud-ouest du Cap Spartel.
- 10 juin 1917, l' Annam II, est torpillé par babord arrière par le sous-marin UC35, à 20 milles à l'ouest de Sapienza, une petite île au sud-ouest du Péloponnèse[1]. L'ensemble de l'équipage est sauvé par l'Arc, qui tente vainement de remorquer l'Annam II qui finit par couler lentement. [Note 1]